# Rungwa
Rungwa este un grup etnic din Tanzania. În 1987 populația Rungwa era estimată la 18.000 de membri.